# Bursinia rugosa
Bursinia rugosa är en insektsart som beskrevs av Alexander Fyodorovich Emeljanov 1972. Bursinia rugosa ingår i släktet Bursinia och familjen Dictyopharidae.
Artens utbredningsområde är Spanien. Inga underarter finns listade i Catalogue of Life.